# Noaka
Noaka est une localité située dans le département de Pissila de la province du Sanmatenga dans la région Centre-Nord au Burkina Faso.

## Géographie
Noaka se trouve à 12 km au nord-ouest de Pissila, le chef-lieu du département, et à 20 km au nord-ouest de Kaya, la capitale régionale. Le village est à 6 km au nord de la route nationale 3, axe important reliant à Tougouri à Kaya.

## Histoire
Depuis 2015, la région Centre-Nord est soumise à des attaques djihadistes terroristes récurrentes entrainant des conflits communautaires et une grande insécurité dans certains villages du département ainsi que des déplacements internes de population vers les camps du sud de la province à Barsalogho et Kaya,. Dans ce contexte, le marché du village de Noaka est attaqué par un groupe armé le 29 avril 2019 entrainant principalement des dégâts matériels et destructions de commerces et d'habitations suivi en juillet 2019 de possibles représailles communautaires entre clans familiaux faisant cinq morts.

## Économie
L'activité du village est essentiellement agro-pastorale mais est également basée sur le grand marché local pour les échanges marchands.

## Éducation et santé
Noaka accueille un centre de santé et de promotion sociale (CSPS) tandis que le centre hospitalier régional (CHR) se trouve à Kaya.
Le village possède une école primaire publique ainsi qu'un collège d'enseignement général (CEG) tandis que le lycée départemental est à Pissila.